# Thenea novaezealandiae
Thenea novaezealandiae är en svampdjursart som beskrevs av Patricia R. Bergquist 1961. Thenea novaezealandiae ingår i släktet Thenea och familjen Pachastrellidae.
Artens utbredningsområde är havet kring Nya Zeeland. Inga underarter finns listade i Catalogue of Life.